# Cisalpska Galija
Cisalpska Galija (latinsko: Gallia Cisalpina, včasih tudi Gallia Citerior ali Gallia Togata), rimska provinca do leta 41 pr. n. št., ko je bila združena s provinco Italijo. Obsegala je del Galije južno in vzhodno od Alp kot nasprotje Transalpske Galije zahodno od njih. Po izgonu Etruščanov so bili večinski prebivalci Cisalpske Galije Kelti.

## Geografija
Provinca je na severu in zahodu segala do Alp, na jugu do Placentie ob reki Pad, Apeninov in reke Rubikon, na vzhodu pa do Jadranskega morja. Leta 49 pr. n. št. so vsi prebivalci Cisalpske Galije dobili rimsko držaljanstvo. Provinca je bila na koncu razdeljena med štiri od enajstih italijanskih regij:  VIII. regijo Cispadsko Galijo (Gallia Cispadana), IX. regijo Ligurijo (Liguria), X. regijo Benečijo in Istro (Venetia et Histria)  in XI. regijo Transpadsko Galijo (Gallia Transpadana).

## Rimska provinca
Cisalpska Galija se včasih omenja tudi kot Gallia Citerior (Bližnja Galija), Provincia Ariminum in Gallia Togata (Galija, v kateri Galci nosijo toge, kar kaže na zgodnjo romanizacijo pokrajine). Ime Transpadska Galija se je nanašalo na del province med reko Pad in  Alpami, medtem ko se je ime Cispadska Galija nanašalo na  njeno ozemlje južno od Pada.
Provinca je bila uradno ustanovljena verjeto leta 81 pr. n. št.. Njeno glavno mesto je bila Mutina, sedanja Modena, kjer je Spartak leta 73 pr. n. št. porazil legijo provincijskega guvernerja Gaja Kasija Longina Vara.    
Južno mejo province je tvorila reka Rubikon, ki jo je ločevala od Italije v ožjem smislu. S prekoračenjem reke leta 49 pr. n. št. je Julij Cezar, ki se je s svojimi prekaljenimi legijami vračal iz pokorjene Galije, začel državljansko vojno v Rimski republiki, ki se je končala z ustanovitvijo Rimskega cesarstva. Izraz "prestopiti Rubikon" danes pomeni "doseči točko, s katere ni povratka". 
Provinca se je v obdobju drugega triumvirata v okviru Oktavijanovega programa italizacije okoli leta 42 pr. n. št. združila z Italijo. Za razpustitev province je bil potreben poseben zakon (lex), katerega naslov na žalost ni znan. Ureditvi njenega sodstva so v celoti posvečeni deli napisa na bronasti plošči, ki jo hrani muzej v Parmi: zakon je določal dva duumvira in štiri vrhovne sodnike (viri juri dicundo), omenja pa tudi prefekta Mutine. 
Med najslavnejšimi Rimljani, rojenimi v Cisalpski Galiji, sta bila pesnika Vergilij in Katul in zgodovinar Livij.

## Prebivalci
V 1. tisočletju pr. n. št. so v Cisalpski Galiji prevladovala štiri ljudstva: Veneti in Liguri v Transpadani, Etruščani v Emiliji in Kelti na osvojenih etruščanskih in retskih ozemljih. Reti bi lahko bili ilirsko ali keltsko pleme, lingvistične študije pa kažejo, da bi lahko bilo tudi etruščansko. 

#### Kelti in Kelto-Liguri
Grški zgodovinar Polibij piše, da so v  severni Italiji v obdobju pred upustošenjem Rima leta 390 pr. n. št. sobivali Kelti in Etruščani. Po pisanju rimskega zgodovinarja Livija so Kelti prišli v severne italijanske pokrajine okoli 6. stoletja pr. v. št..  
Arheološki viri, Livijev odlomkek, ki govori o prihodu legendarnega galskega kralja Beloveza in njegovih Insubrov v času vladavine Lucija Tarkvinija Priska (616-579 pr. n. št.), in najdbe v Milanu, ki je že bil naseljen z Insubri, je italijanske in francoske arheologe in druge znanstvenike privedlo do zaključka, da so bili Kelti prisotni v Italiji vsaj že v 6. stoletju pr. n. št..

#### Prisotnost Keltov po klasičnih virih
Livij opisuje, kako so okoli leta 600 pr. n. št. preko Alp vdrle horde Galcev kralja Beloveza in zasedle ozemlje med sedanjim Milanom in Kremono. Lokalne prebivalce svojega časa imenuje Insumbri in jih enači z osvajalskimi  Galci. 
Karijski raziskovalec in geograf Skilaks iz Karianda, ki je ustvarjal med letoma 522 in 485 pr. n. št. v svojem Periplu omenja, da so v severni Italiji naseljeni keltsko govoreči prebivalci. Bedilo, ki je bilo kakšno stoletje kasneje prepisano in je izgubilo svojo izvirnost, pravi, da so bila ob obali (Jadranskega morja) južno od Venetov naseljena keltska plemena.

#### Kanegratska kultura
Kanegratska kultura je bila kultura, ki se je razvila v 13. stoletju pr. n. št. na prehodu iz bronaste v železno dobo v gornjem toku reke Pad v sedanjem Piemontu, zahodni Lombardiji in švicarskem kantonu Ticino.
Kanegratska kultura priča o prvem migracijskem valu prakeltskih ljudstev s severozahodnega dela Alp. Prvi priseljenci se še niso prebili do jezer Maggiore in Como. Prišleki so bili nosilci nove kulture pokopov, ki je namesto pokopavanja uvedla kremiranja pokojnikov.
Novo prebivalstvo je svojo homogenost obdržalo samo kakšno stoletje, potem pa se je pomešalo s prvotnim prebivalstvom Ligurije. Nastala je nova, tako imenovana golaseška kultura.

#### Golaseška kultura
Golaseška kultura, ki je trajala od 9. do 4. stoletja pr. n. št., se je  začela razvijati proti koncu bronaste dobe in na začetku železne dobe na področju severozahodne Lombardije, Piemonta in kantona Ticino. Na koncu prazgodovinskega obdobja je imela  na zahodu stik s halštatsko kulturo, ne severu s kulturo žarnih grobišč in na jugu z vilanovsko kulturo. Golaseška kultura je bila sprva omejena na območje južno od Alp, kasneje pa se je razširila proti velikom jezerom in ustanovila mnogo izvirnih naselij. Najstarejši odkriti ostanki kulture so iz 9. stoletja pr. n. št..

## Galska ekspanzija in propad
Diodor Sicilski piše, da so leta 391 pr. n. št.  "Kelti, ki so imeli svoje domove na drugi strani Alp, z veliko močjo pridrli skozi gorske prelaze in zasedli ozemlje med Apenini in Alpami". Senoni so v bitki pri Aliji prepričljivo porazili rimsko vojsko in leta 390 pr. n. št. opustošili Rim.   
Rimljani so v tretji samnitski vojni, ki se je končala leta 290 pr. n. št., porazili zvezo Samnitov, Keltov in Etruščanov. Poraz je pomenil začetek konca keltske nadvlade v celinski Evropi. V bitki pri Telamonu leta 225 pr. n. št. se je velika keltska vojska ujela v past med dvema rimskima armadama in bila popolnoma uničena. Rimske armade so kljub zmagi osvojile zadnje neodvisno keltsko kraljestvo v Italiji šele leta 192 pr. n. št..

## Jezik
Keltski napisi v Cisalpski Galiji so pogosto združeni z lepontskimi in se skupaj z njimi obravnavajo kot "ostanki keltskega jezika v severni Italiji". Leponti so bili verjetno domorodno ljudstvo severne Italije, ki je tam prebivalo že od konca 2. tisočletja pr. n. št.. Ko so Galci od 5. stoletja pr. n. št. dalje v več valovih preplavili severno Italijo, so od njih   očitno prevzeli umetnost pisanja, vključno z nekaterimi pravopisnimi posebnostmi.